# Bistum Kasana-Luweero
Das Bistum Kasana-Luweero (lat.: Dioecesis Kasanus-Luveerinus) ist eine in Uganda gelegene römisch-katholische Diözese mit Sitz in Luweero.

## Geschichte
Das Bistum Kasana-Luweero wurde am 30. November 1996 durch Papst Johannes Paul II. mit der Apostolischen Konstitution Cum ad aeternam aus Gebietsabtretungen des Erzbistums Kampala errichtet und diesem als Suffraganbistum unterstellt.

## Bischöfe von Kasana-Luweero
- Cyprian Kizito Lwanga, 1996–2006, dann Erzbischof von Kampala
- Paul Ssemogerere, 2008–2021, dann Erzbischof von Kampala
- Lawrence Mukasa, seit 2023